# Hartmannshof
Hartmannshof ist ein Gemeindeteil der Gemeinde Pommelsbrunn im Landkreis Nürnberger Land (Mittelfranken, Bayern). Die Gemarkung Hartmannshof hat eine Fläche von 3,594 km2. Sie ist in 1313 Flurstücke aufgeteilt, die eine durchschnittliche Flurstücksfläche von 2736,90 m2 haben. In ihr liegt neben dem namensgebenden Ort der Gemeindeteil Hunas.

## Geographie

### Geographische Lage
Das Pfarrdorf Hartmannshof liegt etwa 2 Kilometer von Pommelsbrunn entfernt in der Hersbrucker Alb, einem Teil der Frankenalb. Im Osten grenzt das oberpfälzische Weigendorf an. Der Talzug des Högenbachs einschließlich seiner nördlichen Talflanken ist die nördliche Grenze von Hartmannshof. Parallel zum Högenbachtal zieht sich die Bundesstraße 14 entlang. Zwischen Hartmannshof und Weigendorf verläuft die Bezirksgrenze zwischen Mittelfranken und der Oberpfalz. Ein barocker Grenzstein markiert die historische Grenze zwischen Pfalz-Neuburg und der freien Reichsstadt Nürnberg.

### Topographie
Der profilierte Landschaftsraum weist eine bewegte Topografie auf. Die charakteristische Juralandschaft zeichnet sich durch eingeschnittene, kastenförmige Täler und exponierte Malmkuppen mit ausgedehnten Wäldern aus. Das Gebiet von Hartmannshof gehört zur Hersbrucker Schweiz, wobei das Högenbachtal eine landschaftlich unscharfe Grenze zur Oberpfälzer Alb bildet. Das Högenbachtal liegt auf einer Höhe von 373 m ü. NHN. Auf der linken und der rechten Talseite sind einige Erhebungen über 450 m ü. NHN sichtbar.

### Naturräumliche Zuordnung
Naturräumlich befindet sich Hartmannshof im Übergangsbereich zwischen Mittlerer Frankenalb und Nördlicher Frankenalb (gemäß Meynen/Schmithüsen et al.). Der Talzug des Högenbachs bildet die Grenze zwischen beiden Naturräumen. Diese Naturraum-Einheiten liegen nach der naturräumlichen Gliederung Deutschlands von Axel Ssymank in der Fränkische Alb.

### Geologie

#### Geologische Schichten
Das in der Hersbrucker Schweiz gelegene Dorf ist geologisch dem Frankenjura zuzuordnen, einem Teil des Südwestdeutschen Schichtstufenlandes. Der Landschaftsraum von Hartmannshof wird durch Malm- und Dogger-Schichten aus dem Jura bestimmt. Die oberen Lagen des Dorfes bilden Weißjura-Schichten (Malm) mit der Arzberg-Formation und der Hartmannshof-Formation. Dieses jungpaläozoische bis mesozoische Deckgebirge enthält Mergelkalk, einen Mergelstein mit Kalksteinlagen. Darunter befinden sich Schichten aus der Braunjura-Gruppe (Dogger) mit der Sengenthal-Formation. Das bestimmende Gestein dieser geologischen Formation ist Kalkarenit, ein graubraunes bis gelbbraunes klastisches Sedimentgestein. Die Schichten der Sengenthal-Formation lagern auf Schichten der Eisensandstein-Formation. Ein fein- bis mittelkörniger Sandstein mit Eiseneinschlüssen und vereinzelten Kalksteinbänken charakterisiert diese geologische Formation. Die Bachlandschaften sind mit quartären Talfüllungen bedeckt.

#### Steinbruch
Auf der rechten Talseite des Högenbachs befinden sich großräumige Steinbrüche, die stark in das Landschaftsbild der Kuppenalb eingreifen. Die Steinbrüche wurden seit 1860 nach der Inbetriebnahme der Ost-Eisenbahn zur Gewinnung von Festgesteinen betrieben. Der große Steinbruch bietet einen guten Überblick über die geologische Schichtabfolge eines klassischen Malm-Standardprofils.

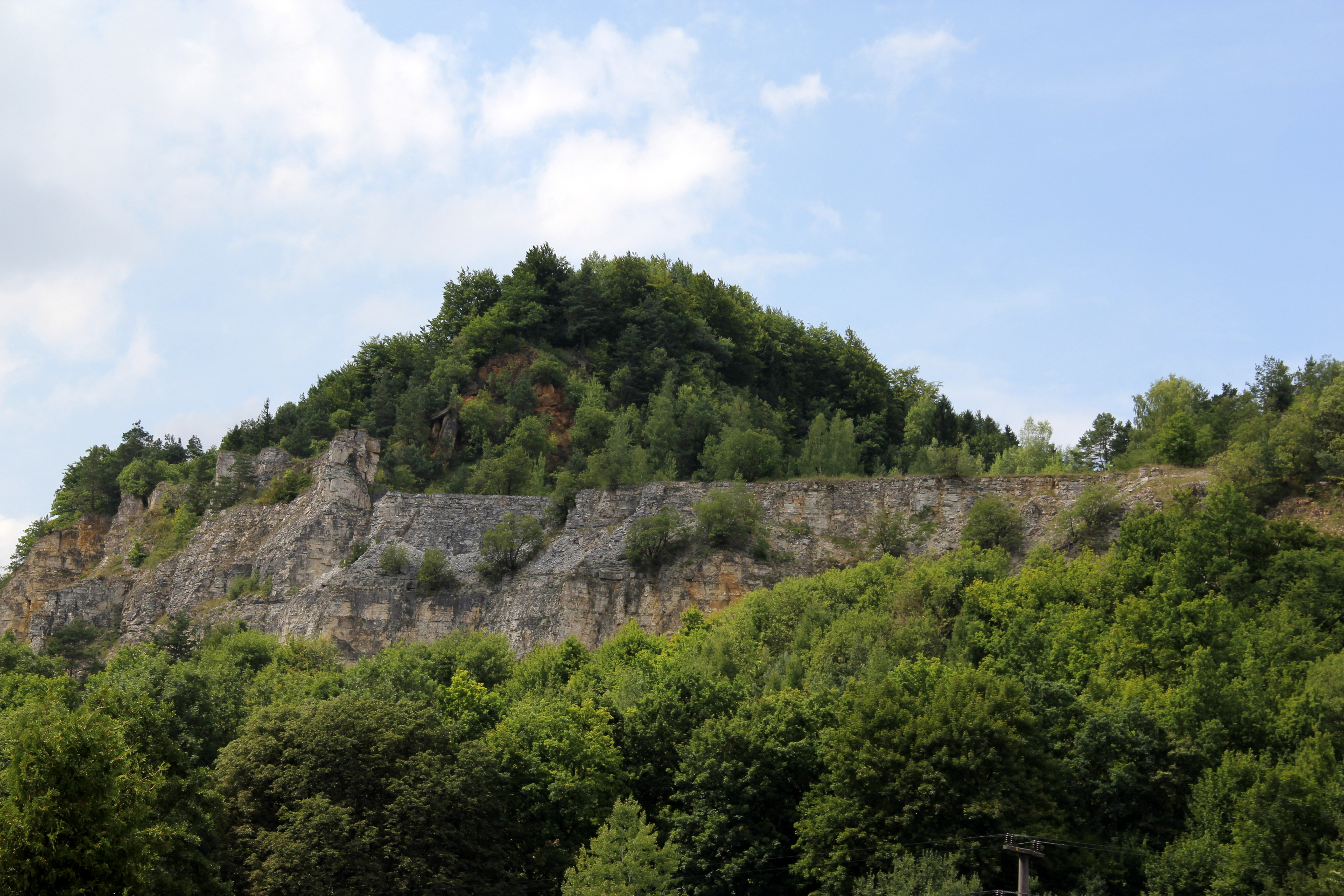
Stillgelegter Steinbruch in Hartmannshof (Geotop)

Der stillgelegte westliche Teil des Steinbruchs ist aufgrund seiner großen geowissenschaftlichen Bedeutung vom Bayerischen Landesamt für Umwelt als Geotop (574A010) ausgewiesen und er gilt auch als wissenschaftliches Referenzobjekt (Liste der Geotope im Landkreis Nürnberger Land). Der untere Teil des Steinbruchs besteht aus schwarzgrauem Gestein der Ornatenton-Formation, die zu der Obersten Dogger-Schicht, dem so genannten Braunjura zählt. Darüber lagern Weißjura-Schichten (Malm), die der Hartmannshof-Formation zuzuordnen sind. Der Ort war namensgebend für die mergelarme stratigraphische Einheit. Darauf folgt eine 15 Meter mächtige Malmschicht aus Mergel und Mergelkalken und eine 26 Meter mächtige Werkkalk-Schicht. In diesem Schichtkalk verläuft im unteren Drittel die Grenze zwischen Malm Alpha und Beta. Eine 3 Meter dicke Platynota-Mergel-Schicht leitet den Übergang zum Weißjura Gamma ein. Darüber lagert eine 16 Meter mächtige Schicht aus Bankkalken. Den Abschluss des Weißjura Gamma bilden eine 1,5 Meter dicke Schicht aus Cussolienis-Mergel und eine 5 Meter mächtige Schicht aus Bankkalken mit Schwämmen. Die darauf folgenden Schichten aus dem Weißjura Delta sind dolomitisiert und in Form von dicken Bänken ausgebildet. Rund 20 Meter über der Grenze zum Malm Delta sind massive Riffdolomite zu beobachten.

### Boden
Die Bodenqualität variiert im Landschaftsraum des Dorfes aufgrund der unterschiedlichen geologischen und klimatischen Verhältnisse stark. In den Bachauen kommen auf den quartären Tallfüllungen grundwasserbeeinflusste Böden wie kalkhaltige Gleye vor. Auf den erosionsanfälligen Jurahängen und Kuppen sind flachgründige, kalk- und dolomithaltige Rendzina-Böden vorherrschend. Im Übergangsbereich der Unterhänge zum Talgrund sind Pararendzina-Böden aus Schuttlehm und -ton entstanden. In der großen Senke bei Hag, im Bereich des Stallbaumer Wegs und an den Unterhängen dominieren Kolluvisol-Böden. Auf den Hochflächen mit den Alblehmablagerungen haben sich tiefgründige, lehmige Braunerde-Böden entwickelt.

### Fließgewässer

Das Högenbachtal mit Galeriewald bestehend aus Auwaldgehölzen östlich von Hartmannshof stellt ein Kaltluftentstehungsgebiet und eine Kaltluftleitbahn dar.

Das Högenbachtal gliedert die Juralandschaft von Hartmannshof. Das Fließgewässer 2. Ordnung weist eine gering belastete Gewässergüte auf. Die morphologische Gewässerstruktur wurde mit Ausnahme der Siedlungsbereiche positiv bewertet.

### Klima
Hartmannshof liegt in der kühl-gemäßigten Klimazone und weist ein humides Klima auf. Der Landschaftsraum des Dorfes befindet sich im Übergangsbereich zwischen dem feuchten atlantischen und dem trockenen Kontinentalklima. Nach der Klimaklassifikation von Köppen/Geiger zählt Hartmannshof zum gemäßigten Ozeanklima (Cfb-Klima). Dabei bleibt die mittlere Lufttemperatur des wärmsten Monats unter 22 °C und die des kältesten Monats über −3 °C.
Aufgrund der hohen Reliefenergie und wegen der großen Höhenunterschiede weist das Lokalklima von Hartmannshof deutliche Unterschiede auf. So zeichnen sich die Tallagen durch geringere Niederschläge und eine höhere Jahresmitteltemperatur im Gegensatz zu den Hochlagen aus. Die südexponierten Lagen sind dagegen durch eine besondere Wärmegunst gekennzeichnet. Infolge von Inversionswetterlagen, insbesondere im Winterhalbjahr, findet eine Umkehr dieses Temperaturgefälles statt. In den Tallagen sammelt sich dann feuchte und kalte Luft an. Mit der vermehrten Kaltluftentstehung und erhöhten Luftfeuchte gehen dichte Nebelschwaden infolge von Evaporation in den Bachauen einher.

### Fauna
Eine avifaunistische Besonderheit ist das Vorkommen der bayernweit stark gefährdeten Heidelerche (Lullula arborea) im stillgelegten Steinbruch. Die kleine Lerchenart bewohnt wärmebegünstigte, halboffene, steppenartige Landschaften mit trockenen oder gut wasserdurchlässigen Böden. Der südexponierte und stillgelegte Steinbruch stellt einen vegetationsarmen Sekundärstandort dar, der als Lebensraum geeignete Bedingungen bietet.

### Historische Kulturlandschaft

Felsenkeller im Dogger-Sandstein in Hartmannshof

An einem Nordhang des Dogger-Sandsteins im Süden von Hartmannshof befinden sich mehrere Felsenkeller. Sie stellen historische Kulturlandschaftselemente dar, die mit dem Einsatz von Kühlschränken zunehmend an Bedeutung verloren haben.

## Geschichte

### Ur- und Frühgeschichte
Aufgrund der langjährigen archäologischen Arbeiten des Heimatpflegers Werner Sörgel und seiner Frau Edith wurde die Kleinregion um Hartmannshof intensiv erforscht. Archäologische Untersuchungen in Form von Feldbegehungen und Beobachtungen bei Bodeneingriffen haben seit 1971 belegt, dass der Hartmannshofer Landschaftsraum in der Vorgeschichte dicht besiedelt war. Die chronologisch geordneten und didaktisch präsentierten Fundstücke können im Museum Urzeitbahnhof Hartmannshof besichtigt werden.
Jäger suchten den Raum bereits in der Altsteinzeit gelegentlich auf. Entdeckte Steinwerkzeuge dokumentieren, dass Jagdgruppen auch am Ende der Altsteinzeit, im so genannten Spätpaläolithikum, im Gebiet anwesend waren. Fauna und Flora des Naturraumes veränderten sich nach dem Ende der letzten Eiszeit. Der Landschaftsraum bot in der Mittelsteinzeit durch die geänderten klimatischen Verhältnisse und die vorhandene Naturraumausstattung gute Jagdbedingungen. Daneben boten die Wasserläufe in den Tallagen geeignete Rastplätze.
Die neolithische Revolution beschreibt den Übergang des Menschen vom nomadisierenden Jäger und Sammler hin zum sesshaften Ackerbauer und Viehzüchter. Dieser wichtige Umbruch vollzog sich im Hartmannshofer Landschaftsraum etwas später als andernorts. Erst am Ende der Jungsteinzeit setzte sich die geänderte Arbeitsteilung durch, im Gegensatz zu den fruchtbaren Lössgebieten, die sich für den Ackerbau besser eigneten.

### Mittelalter

Barocker Grenzstein an der historischen Territorialgrenze von 1505 zwischen der Pfalz-Neuburg und der freien Reichsstadt Nürnberg. Als Hoheitszeichen trägt der Grenzstein die beiden Wappen (Pfalzbayern und Reichsstadt Nürnberg). Die dargestellte Seite zeigt das Nürnberger Wappen.

Nach dem Landshuter Erbfolgekrieg von 1504/05 gehörte Hartmannshof für drei Jahrhunderte zum Landgebiet der Reichsstadt Nürnberg und wurde in dieser Zeit von dessen Pflegamt Hersbruck verwaltet. Dieses übte sowohl die Hochgerichtsbarkeit, als auch die Dorf- und Gemeindeherrschaft über den Ort aus. Infolge der durch den Krieg neu gezogenen Grenzen wurde das Dorf zum Grenzort zu Pfalz-Neuburg, einem Herrschaftsgebiet des Heiligen Römischen Reichs. Ein historischer Grenzstein an der alten Högenbacher Grenzbrücke zeugt auf Weigendorfer Seite von der einstigen Bedeutung.
Die Lage an der Goldenen Straße wirkte sich auf die Entwicklung von Hartmannshof günstig aus, insbesondere als die spätmittelalterliche Handelsstraße zwischen Prag und Nürnberg als Postverbindungsweg fungierte. 1620 wurde Hartmannshof neben Lauf an der Pegnitz als Relaisstation für den Pferdewechsel des Postverkehrs in Betrieb genommen. Bereits 1623 nahm Altensittenbach die Funktion als Posthalterei ein. Das gesamte Nürnberger Land profitierte von der bedeutenden Landverbindung. In Hartmannshof wurde in den Jahren 1744–1828 und 1832–1834  wieder ein Poststall für den Pferdewechsel unterhalten, in dem temporär bis zu 20 Pferde untergebracht waren.

### Neuzeit
In den 1920er Jahren herrschte eine große Wohnungsnot im Nürnberger Land. So wurden in Hartmannshof wie auch in Henfenfeld Baugenossenschaften gegründet, um günstig Wohnraum zu schaffen.
Am 1. Januar 1972 wurde jeweils ein Teil der Gemeinden Arzlohe und Heldmannsberg eingegliedert. Am 1. Januar 1977 kam der Ort zur Gemeinde Pommelsbrunn.

## Kultur und Sehenswürdigkeiten

### Friedenskirche

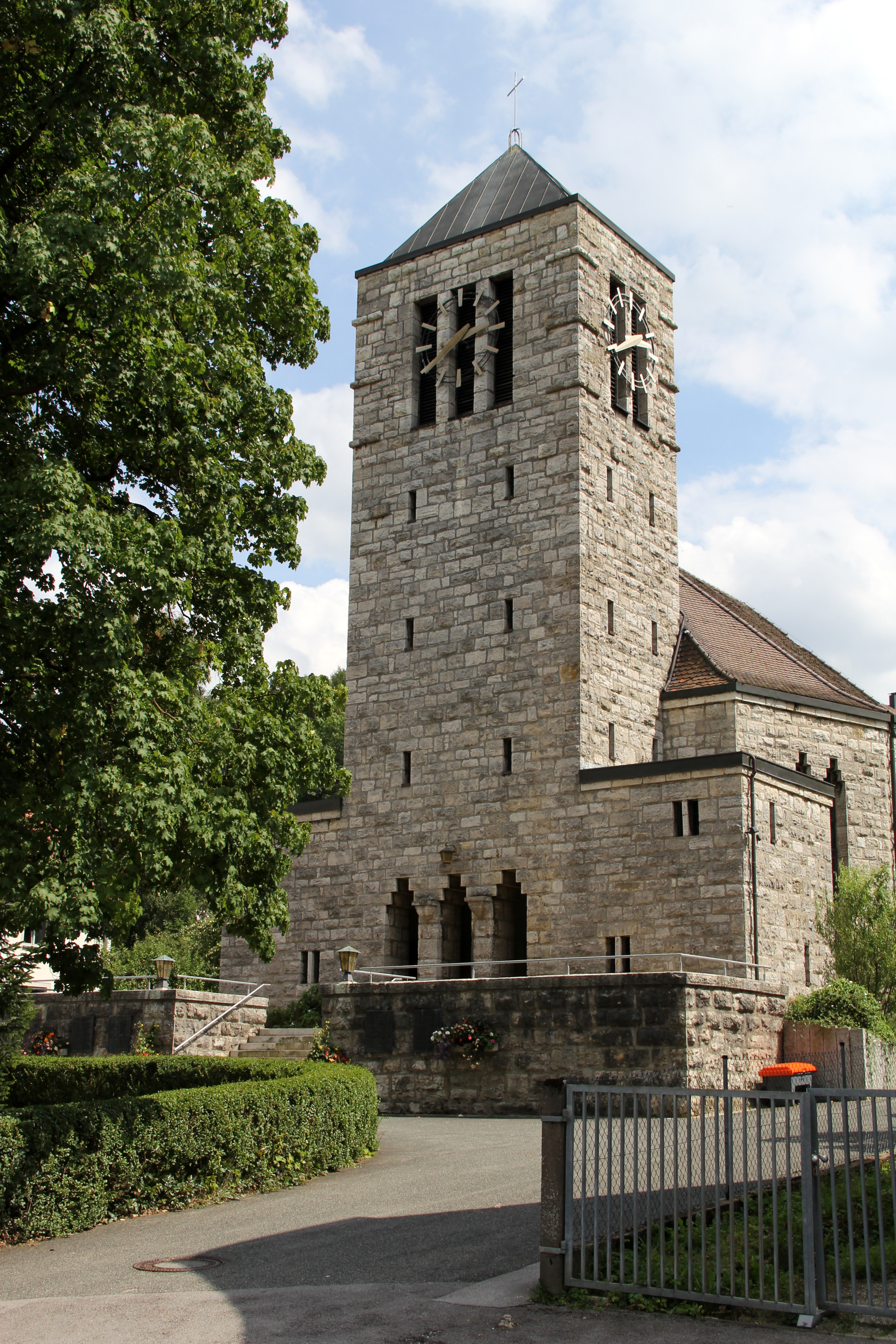
Friedenskirche

Eine Sehenswürdigkeit in Hartmannshof ist die evangelisch-lutherische Pfarrkirche, die auch als Friedenskirche bezeichnet wird. Der unter Denkmalschutz stehende Sakralbau wurde nach den Plänen des Nürnberger Architekten Hans Pittroff von 1929 bis 1932 erbaut und 1931 eingeweiht. Pittroff kombinierte neue Formen mit historischen Stilelementen. Die Saalkirche hat einen markanten Fassadenturm mit Zeltdach und einen eingezogenen Chor. Der flachgedeckte Saalbau ist mit einem Walmdach abgeschlossen. Die Friedenskirche war bis 1954 Filialkirche von Pommelsbrunn.

### Burgstall
Im Ort befindet sich der Burgstall Hartmannshof, bei dem es sich möglicherweise um den im Jahr 1325 erstmals erwähnten „Turm im Weidental“ handelt. Der Turm im Weidental war im Besitz der Schenken von Reicheneck und wurde durch die Reichsstadt Nürnberg, die sich im Krieg mit den Schenken befand, zerstört. Den Wiederaufbau der Burg verbot König Ludwig der Bayer anschließend. Der Burgstall befindet sich im Neubaugebiet Fleck im Bereich der heutigen Fleckstraße. Bei der im Jahr 1982 durchgeführten Notgrabung wurden quadratisch verlaufende Grundmauern mit einer Stärke von etwa zwei Metern entdeckt, die Art des Mauerwerkes mit Quadersteinen lässt auf eine Entstehung der Turmburg noch vor 1188 schließen. Außerdem wurde eine Brandschicht über einem 0,2 Meter starken Estrichboden gefunden. Die Mauerreste wurden nach der Ausgrabung aufgrund des Neubaugebietes wieder verfüllt, der Bereich ist heute überbaut und die Mauerreste sind nicht mehr sichtbar.

## Wirtschaft und Infrastruktur

### Wirtschaft
Nördlich von Hartmannshof befinden sich große Steinbrüche, die zum seit 1860 gegründeten Kalk-, Stein- und Zementwerk Sebald Zement GmbH gehören. Es ist der größte Arbeitgeber im Ort.
Mehrere mittelständische Handwerksbetriebe haben ihren Sitz in Hartmannshof.

### Verkehr
- Durch Hartmannshof entlang des Högenbachtals verläuft die Bundesstraße 14 auf der Trasse der Goldenen Straße.
- Der Bahnhof Hartmannshof liegt an der Bahnstrecke Nürnberg–Schwandorf. Er ist zugleich östlicher Endpunkt der Linie S2 des S-Bahnnetzes Nürnberg. Im sanierten alten Bahnhofsgebäude ist seit Oktober 2011 das Urzeitmuseum Urzeitbahnhof Hartmannshof zu besichtigen, das einen Überblick über 100.000 Jahre Umwelt- und Menschheitsgeschichte bietet und entsprechende Funde, mehrheitlich aus dem östlichen Teil des Nürnberger Landes, präsentiert.

## Persönlichkeiten
- Walter Neubauer (* 1938), Professor für Arbeits-, Organisations- und Wirtschaftspsychologie